# Piotr Zajączkowski
Piotr Zajączkowski (ur. 8 marca 1966 w Ornecie) – polski piłkarz i trener piłkarski.

## Kariera piłkarska
Zajączkowski występował na pozycji pomocnika lub bocznego obrońcy. Jego pierwszym klubem w karierze był Błękitni Orneta. Z klubu tego w 1983 trafił do Mlexeru Elbląg, a następnie pół roku później do Olimpii Elbląg. W 1986 na pół sezonu przeniósł się Jezioraka Iława, by jesienią tego samego roku zadomowić się na dłużej w Broni Radom. Dobra postawa w radomskim klubie zaowocowała w 1990 roku transferem do I-ligowej wówczas Jagiellonii Białystok.
Wiosną 1994 przeniósł się do Stomilu Olsztyn. Jego postawa przyczyniła się do awansu olsztyńskiego zespołu do ekstraklasy. W kolejnym sezonie systematycznie występował w pierwszym składzie olsztyńskiej drużyny. W 1995 roku koszulkę Stomilu zamienił na trykot Jezioraka Iława. W iławskim klubie nie zabawił zbyt długo i już w 1996 roku był piłkarzem Ceramiki Opoczno. Rok później piłkarz zdecydował się na powrót do Jezioraka, lecz na wiosnę 1998 roku został zawodnikiem Śląska Wrocław.
Pół roku później Zajączkowski podjął decyzję o wyjeździe do Finlandii. W skandynawskim kraju rozpoczął występy w FF Jaro. W klubie tym wystąpił w 14 spotkaniach fińskiej ekstraklasy, w których zdobył jedną bramkę. Wiosną 1999 roku wrócił do Polski, gdzie założył koszulkę Świtu Nowy Dwór Mazowiecki. Jednak już w sezonie 1999/2000 opuścił ten zespół, by ponownie zagościć w Stomilu Olsztyn. W olsztyńskiej drużynie spędził jeden sezon, po którym zakończeniu ponownie wyemigrował do Finlandii. Tym razem reprezentował barwy Vaasanu Palloseura. Drugi pobyt piłkarza w tym nordyckim kraju zakończył się po kilku miesiącach (w tym sezonie Vaasan wywalczył puchar ligi fińskiej).
W przeciągu kolejnego roku Zajączkowski występował w trzech polskich klubach: Siarce Tarnobrzeg, Unii Skierniewice i Chojniczance Chojnice. Wiosną 2002 roku przeniósł się do Warmii Grajewo, w której występował przez następne 3 lata. W sezonie 2005/2006 był piłkarzem Mrągowii Mrągowo. W sezonie 2007/2008 zakończył karierę w macierzystym klubie Błękitni Orneta.

### Statystyki ligowe
- Ogółem w I lidze (mecze/bramki) 78/2
- Reprezentacja (m./br.) 0/0
- Występy w I lidze/Jagiellonia (m./br.) 36/1
- Występy w II lidze/Jagiellonia (m./br.) 79/0
- Występy w III lidze/Jagiellonia (m/br) 0/0

## Kariera trenerska
W latach 2003–2005 był grającym trenerem Warmii Grajewo. Latem 2005 został grającym szkoleniowcem czwartoligowej Mrągowii Mrągowo. W 2006 roku po zakończeniu piłkarskiej kariery Zajączkowski został zatrudniony na trenerskim stanowisku w Ruchu Wysokie Mazowieckie, w którym pracował do końca sezonu 2006/2007. Następnie został grającym trenerem czwartoligowej Błękitnych Orneta. 28 sierpnia 2007 objął stanowisko szkoleniowca Narwi Ostrołęka, z którą pracował do 28 kwietnia 2008. Od 28 kwietnia 2008 do listopada 2009 ponownie prowadził piłkarzy drugoligowego Ruchu Wysokie Mazowieckie. 14 maja 2010 został trenerem Tura Turek. Zespół z Wielkopolski prowadził do końca sezonu 2009/2010, utrzymując go w II lidze. Od 1 lipca 2010 roku na stanowisku trenera Tura zastąpił go Tomasz Wichniarek. 1 września 2010 Zajączkowski ponownie został szkoleniowcem Błękitnych Orneta. 13 stycznia 2011 został trenerem Jeziorak Iława. Od 17 września 2012 po dwóch latach przerwy został ponownie trenerem Tura Turek (zastąpił na tym stanowisku Piotra Szarpaka). W 2013 roku krótko prowadził I-ligowy (2. poziom rozgrywek) ŁKS Łódź, by następnie zostać trenerem Calisii Kalisz, którą prowadził od 24 lipca 2013 roku do 30 września kiedy to zastąpił go na tym stanowisku Mirosław Dymek. 14 stycznia 2014 roku Zajączkowski został pierwszym trenerem wówczas IV ligowej Drwęcy Nowe Miasto Lubawskie, z którą na koniec sezonu zajął szóste miejsce w tabeli z dorobkiem 52 punktów. W sezonie 2014/15 jego drużyna dzięki kupieniu licencji od Barkasa Tolkmicko grała w III lidze. Mimo bardzo dobrych wyników odnoszonych w rozgrywkach (3. miejsce w tabeli po 24 kolejkach) po przegranym 1 do 0 meczu z Olimpią Elbląg główny sponsor klubu Zygmunt Dąbrowski zwolnił Zajączkowskiego z funkcji trenera. 19 kwietnia 2015 roku trenerem Drwęcy został Damian Łukasik.
Od 16 czerwca do 28 września 2015 roku prowadził IV-ligową Mławiankę Mława. Pod kierunkiem Zajączkowskiego Mławianka rozegrała dziewięć oficjalnych spotkań ligowych. Pięć z nich wygrała, dwa zremisowała i tyle samo przegrała. Dziesiąte, czyli wyjazdowe spotkanie, które wygrała 9:0 w Ostrołęce zostało anulowane po tym, jak Narew wycofała się z rozgrywek. 13 października 2015 roku Zajączkowski objął funkcję trenera II-ligowej Olimpii Zamrów, którą prowadził do kwietnia 2016 roku.
Od 5 października 2016 roku Zajączkowski był trenerem III-ligowego Pelikana Łowicz, 19 kwietnia 2017 zastąpił go na tym stanowisku Grzegorz Wesołowski.
18 lipca 2017 roku Zajączkowski objął ponownie funkcję trenera III-ligowej Drwęcy NML zastępując na tym stanowisku Sławomira Majaka. Po rundzie jesiennej jego podopieczni, uplasowali się na siódmym miejscu w tabeli. Następnie mimo bardzo trudnej sytuacji, bo ze sponsorowania klubu w przerwie zimowej wycofał się jego główny sponsor czego konsekwencją było odejście wielu doświadczonych i kluczowych zawodników Zajączkowskiemu, który postawił na młodzież udało się sportowo utrzymać klub III lidze (12. miejsce na koniec sezonu 2017/18). Jednak ostatecznie Warmińsko-Mazurski Związek Piłki Nożnej nie przyznał Drwęcy NML licencji na grę III lidze, powodując jej spadek do IV, dzięki czemu utrzymała się dodatkowo w III lidze Legia II Warszawa.
19 października 2018 roku Zajączkowski zastąpił Kamila Kieresia na stanowisku szkoleniowca I-ligowego Stomilu Olsztyn. Trenerem Stomilu pozostawał do czerwca 2020. Na tym stanowisku zastąpił go Adam Majewski.
7 stycznia 2021 został szkoleniowcem III-ligowej Kotwicy Kołobrzeg, w międzyczasie był także tymczasowym trenerem III-ligowego klubu GKS Wikielec.
Latem 2024 powrócił na trenerską ławkę w Stomilu. W pierwszym meczu zespół pod jego przewodnictwem wygrał 4:3 z Unią Skierniewice, mimo że rywale po kilkudziesięciu minutach prowadzili 3:0. W kolejnych ośmiu spotkaniach wygrał już tylko dwa razy w efekcie czego 23 września 2024 przestał być trenerem Stomilu.